# Denemarken op de Olympische Winterspelen 1948
Tijdens de Olympische Winterspelen van 1948, die in Sankt Moritz (Zwitserland) werden gehouden, nam Denemarken voor de eerste keer deel.

## Deelnemers en resultaten

### Kunstrijden
| Olympiër         | Discipline | Resultaat | Prestatie                 |
| ---------------- | ---------- | --------- | ------------------------- |
| Per Cock-Clausen | mannen     | 16e       | pc. 135,0; 145,533 punten |

### Schaatsen
| Olympiër      | Discipline | Resultaat | Prestatie   |
| ------------- | ---------- | --------- | ----------- |
| Aage Justesen | 500 m (m)  | 29e       | 46,4 (+3,3) |

Argentinië · België · Bulgarije · Canada · Chili · Denemarken · Finland · Frankrijk · Griekenland · Groot-Brittannië · Hongarije · IJsland · Italië · Joegoslavië · Libanon · Liechtenstein · Nederland · Noorwegen · Oostenrijk · Polen · Roemenië · Spanje · Tsjecho-Slowakije · Turkije · Verenigde Staten · Zuid-Korea · Zweden · Zwitserland